# حزب دموکرات ایران
حزب دموکرات ایران (Democratic Party) در تاریخ ۹ تیر ۱۳۲۴ به دستور نخست‌وزیر وقت احمد قوام (قوام‌السلطنه) و در پی یک نطق رادیویی تأسیس شد.
هیئت مؤسسِ حزب، ۲۹ تیر ماه تشکیل جلسه داده و قوام‌السلطنه برای جلوگیری از نگرانی روس‌ها، مظفر فیروز، را به معاونت رهبر کل حزب منصوب کرده و در کنار او احمد آرامش را که تعدیل‌کننده گرایش به شوروی بود عنوان دبیرکلی انتخاب کرد.
از جمله اعضای این حزب می‌توان به افرادی چون: حسن ارسنجانی، محمود محمود و داریوش فروهر اشاره کرد که در این میان حسن ارسنجانی تا مقام وزارت پیش رفت و از صحنه گردانان اصلاحات ارضی در دولت علی امینی گردید.

## اهداف قوام و حزب دموکرات
قوام هدف خود را تشکیل حزب، وحدت طبقات مختلف به‌ویژه آزادیخواهان و رشد دموکراسی اعلام کرد. حزب دموکرات دارای برنامه گسترده و آیین‌نامه‌ای در چهارده ماده و مرامنامه‌ای تفصیلی در یازده ماده بود. در مرامنامه حزب، تساوی حقوق زن و مرد و حق شرکت زنان در انتخابات، ریشه‌کن کردن بیکاری، ساختن درمانگاه و مدارس و طرح آبیاری روستاها آمده بود. قوام با تشکیل حزب، پایگاه خود را در رأس دولت مستحکم‌تر کرد. حزب توانست با برنامه سازمان یافته در برابر شاه و دربار به مقابله بپردازد. با این حال، پیوستن افراد گوناگون با گرایش‌ها و اهداف مختلف و بعضاً متضاد، زمینه شکاف و اختلاف در حزب را فراهم ساخت و در واقع برخی زمینه‌های پیدایش و گسترش حزب، خود به اسباب و عوامل فروپاشی آن انجامید.

## علل ناتوانی و ضعف حزب
حزب دموکرات عموماً به عنوان یک حزب فرد ساخته و وابسته به دولت شناخته شد و به آن حزب قوام می‌گفتند. اعضای کادر مرکزی آن مانند:ملک الشعراء بهار، منوچهر اقبال، مظفر بقایی و … با وجود توانمندی لازم با یکدیگر سازگار نبوده و در برخی از موارد هم در تضاد قرار می‌گرفتند؛ و مجموعه دارای ایدئولوژی واحدی نبود. بیشتر افراد عضو به طمع گرفتن پست و برخی دیگر هم برای مقابله با حزب توده عضویت یافته بودند.